# Johan de Meester
Eliza Johan de Meester, född 6 februari 1860 i Harderwijk, död 16 maj 1931 i Utrecht, var en nederländsk författare.
Meester redigerade 1903–06 "De nieuwe gids" och var från 1907 redaktör för "De Gids". Han författade måttfullt realistiska romaner och berättelser, till exempel Een huwelijk (1890), Zeven vertellingen (1900), Deemoed (1901), Louise van Breedevoort (1903), Geertje (1906) och Lichte lijnen.